# Ломбарден кредит
Ломбардният кредит е кредит от банки срещу заложени вещи, в съвременността – залог на ценни книжа, държавни съкровищни бонове, търговски ценни книжа, животозастрахователни полици, акции, облигации.
Заложените елементи трябва да са лесно продаваеми. Кредитирането се извършва чрез централните банки. Като общо правило, лихвения процент на ломбардния кредит е към едно на сто над дисконтовия процент. Даването в залог на ценни книжа означава, че кредитните институции имат възможност за придобиване на пари в краткосрочен план от централните банки.
Етимологията на термина идва от ломбардци — народ, който населява Италия през 6 в. и се установява в северната част на региона, който става известен като Ломбардия. Ломбардците са известни през Средновековието в Западна Европа като банкери и лихвари. Лондонската Ломбард стрийт (1598 г.) получава името си от тях, тъй като първоначално е била заета от ломбардски банкери.